# محمد شریف بات
محمد شریف بات (انگلیسی: Muhammad Sharif Butt; ۱ ژانویهٔ ۱۹۲۶ – ۸ ژوئن ۲۰۱۵) دونده اهل پاکستان بود.